# Kyauk-Gu-Umin-Tempel

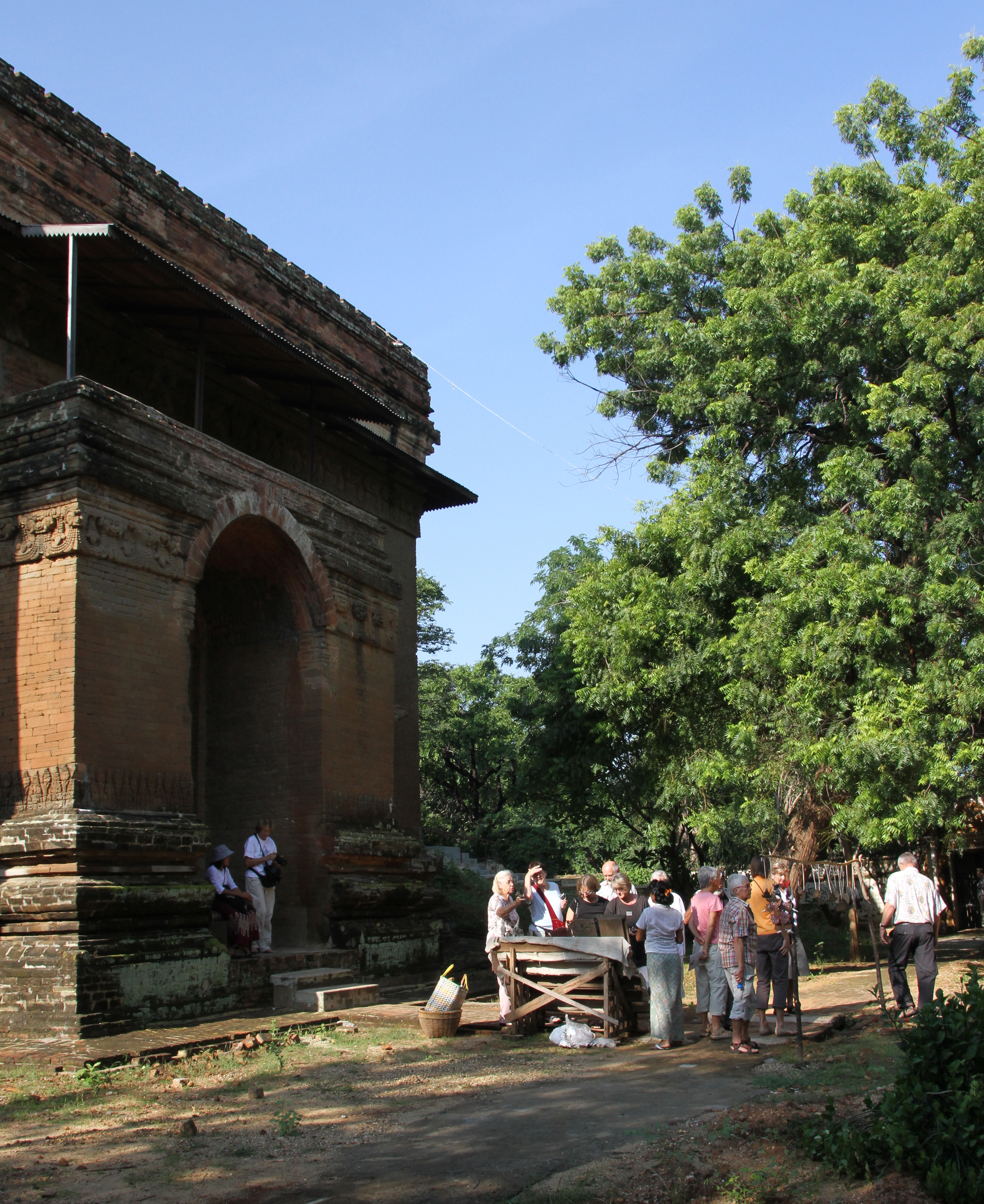
Kyauk-Gu-Umin-Tempel

Der Kyauk-Gu-Umin-Tempel (auch Kyaukku) ist ein buddhistischer Tempel in Bagan, Myanmar etwa 3 km östlich von Nyaung U.

## Geschichte
Es handelt sich ursprünglich um einen Höhlentempel aus der Frühzeit Bagans. Das vor die Höhle gebaute Untergeschoss des Tempels stammt aus dem 11. Jahrhundert.
In der Regierungszeit des Königs Narapatisithu (1173–1210) wurden die beiden oberen Geschosse errichtet.

## Beschreibung
Der Tempel lehnt sich an die Steilwand einer Schlucht; sein flaches Dach kann vom oberen Rand der Schlucht betreten werden. Sein Stupa steht auf einer Ecke des Flachdachs und ist reduziert auf den Turban (hier 13 nach oben enger werdende Ringe; Paungyi), die beiden Lotusblüten (eine nach unten und eine nach oben gerichtet, dazwischen ein Perlenring; Kyalaa und Kyahmaa) und den Schirm (Hti).
Die Tempelhalle umgibt ein Gang mit halbem Tonnenwölbe; sie erhält ihr Licht durch das Portal und zwei runde Fenster an der Vorderfront. Ein großer sitzender Buddha dominiert die Halle.

## Galerie

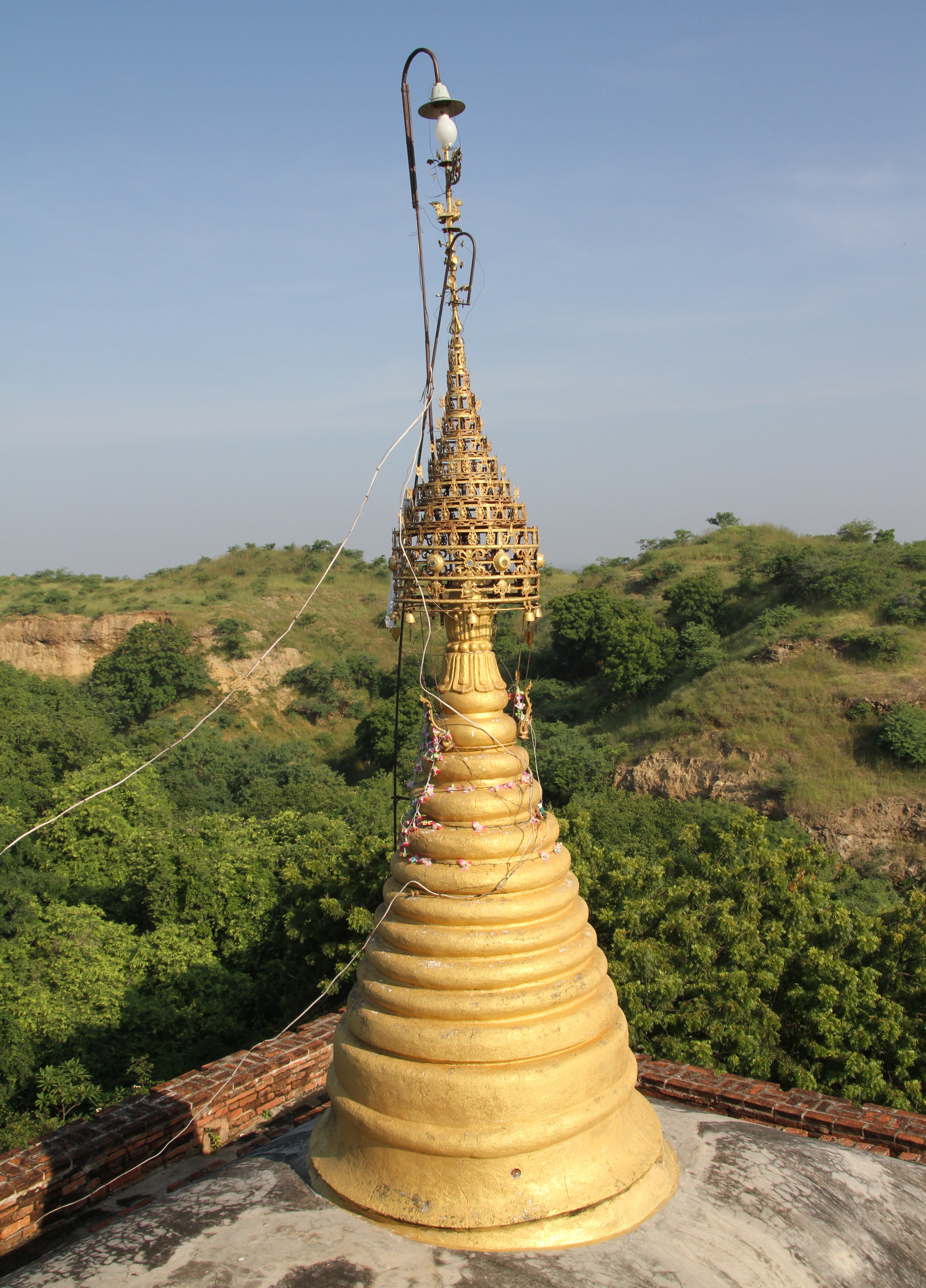
Stupa
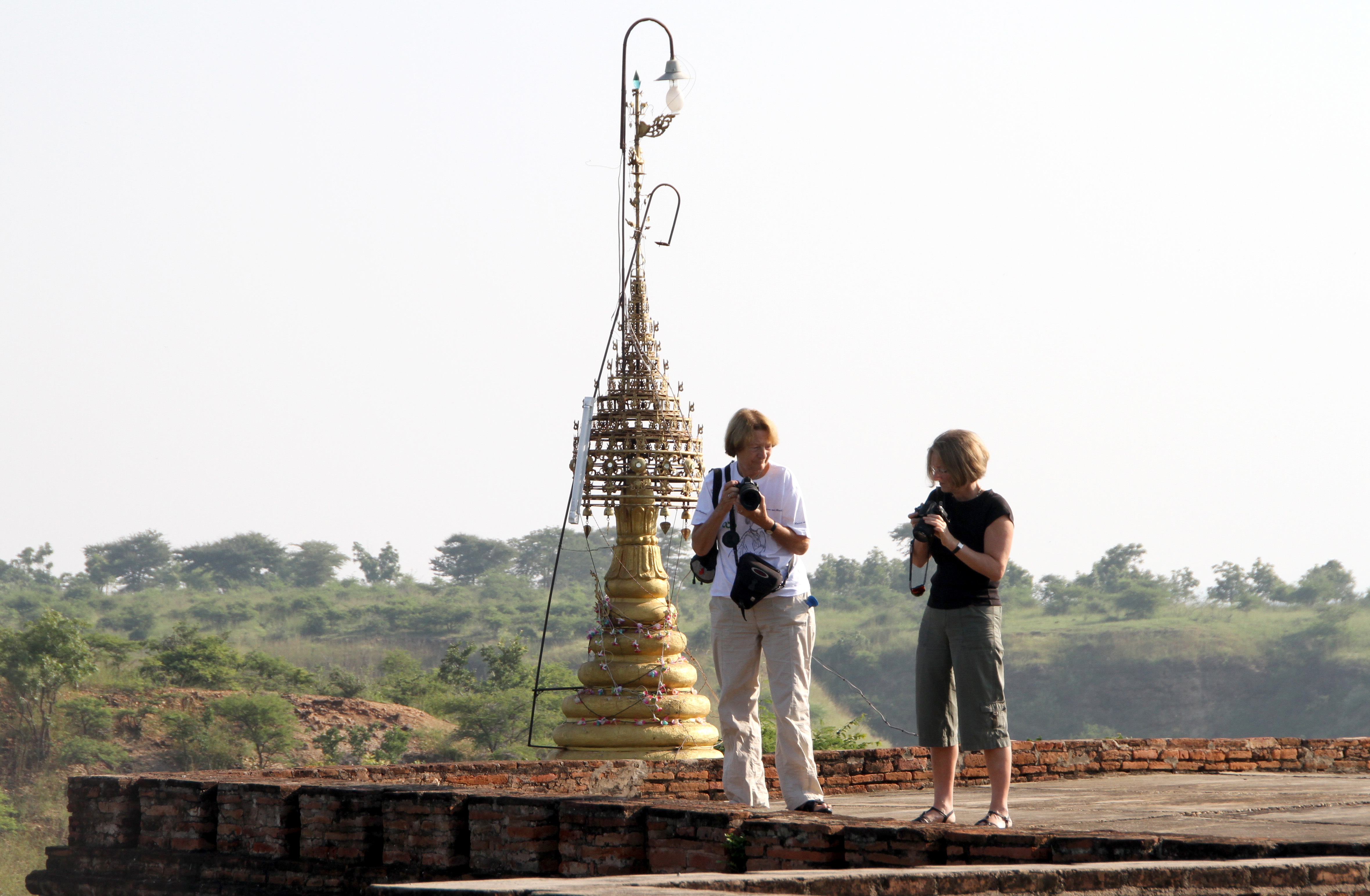
Stupa mit Besucherinnen
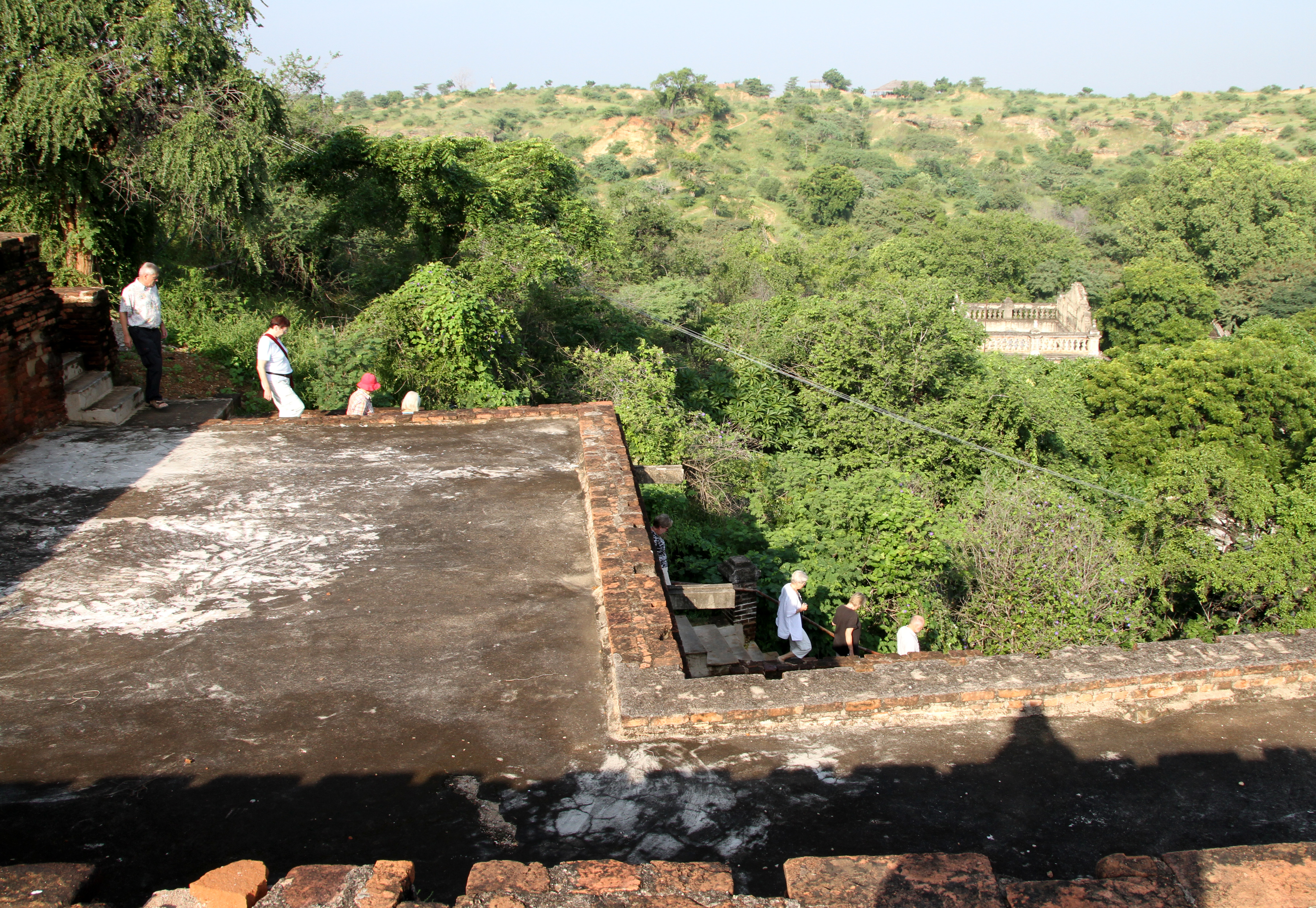
Treppe nach unten
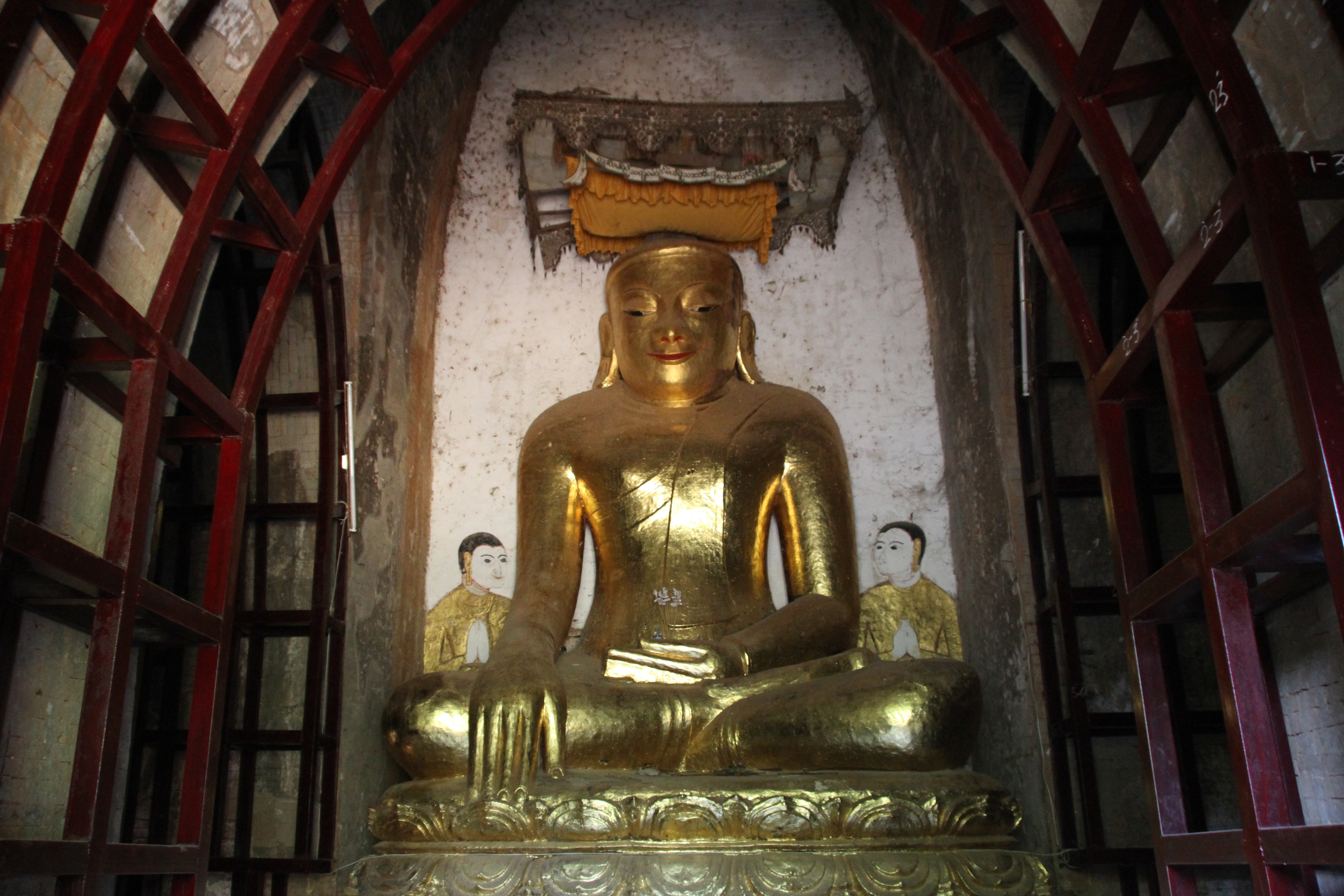
Buddha
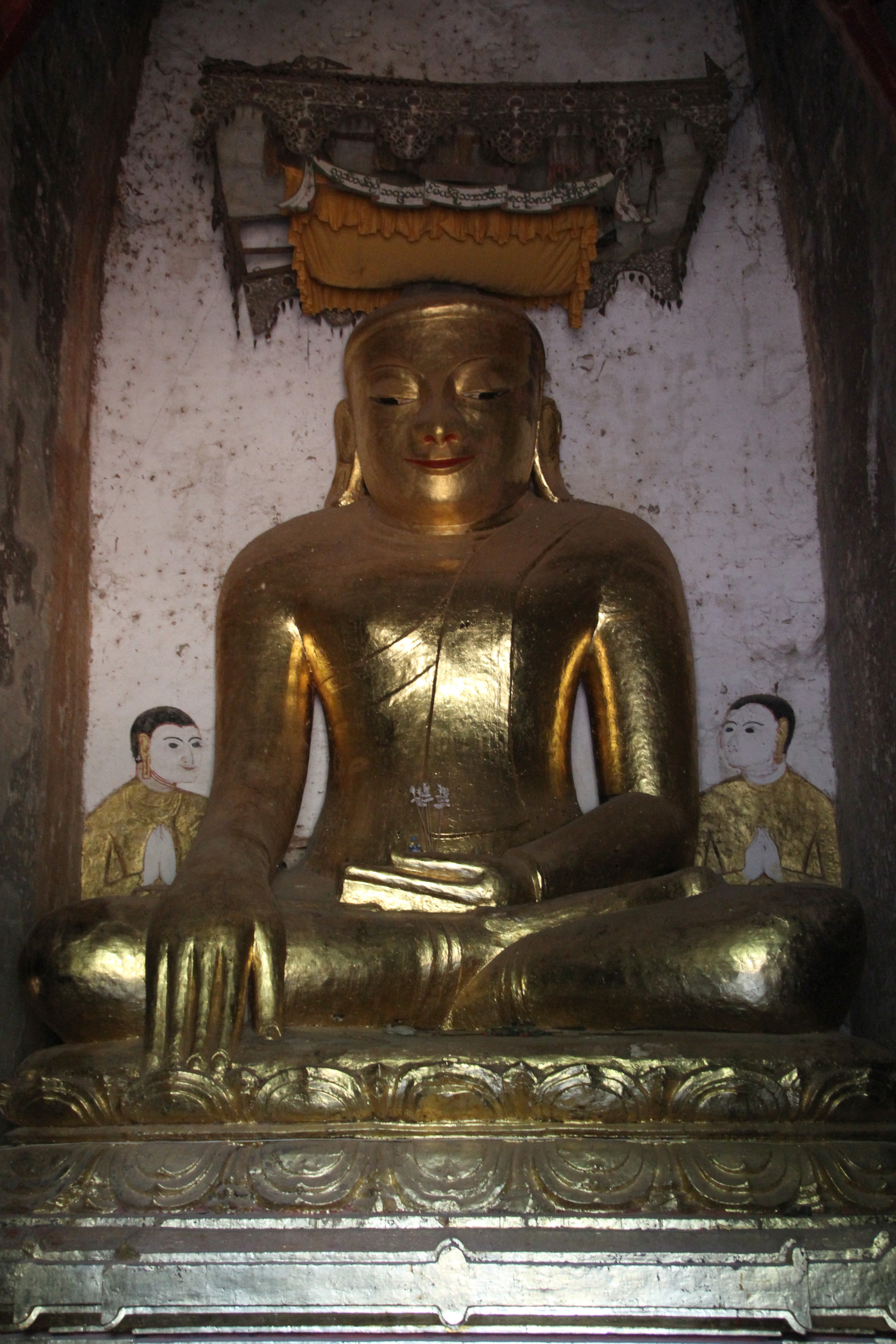
Buddha
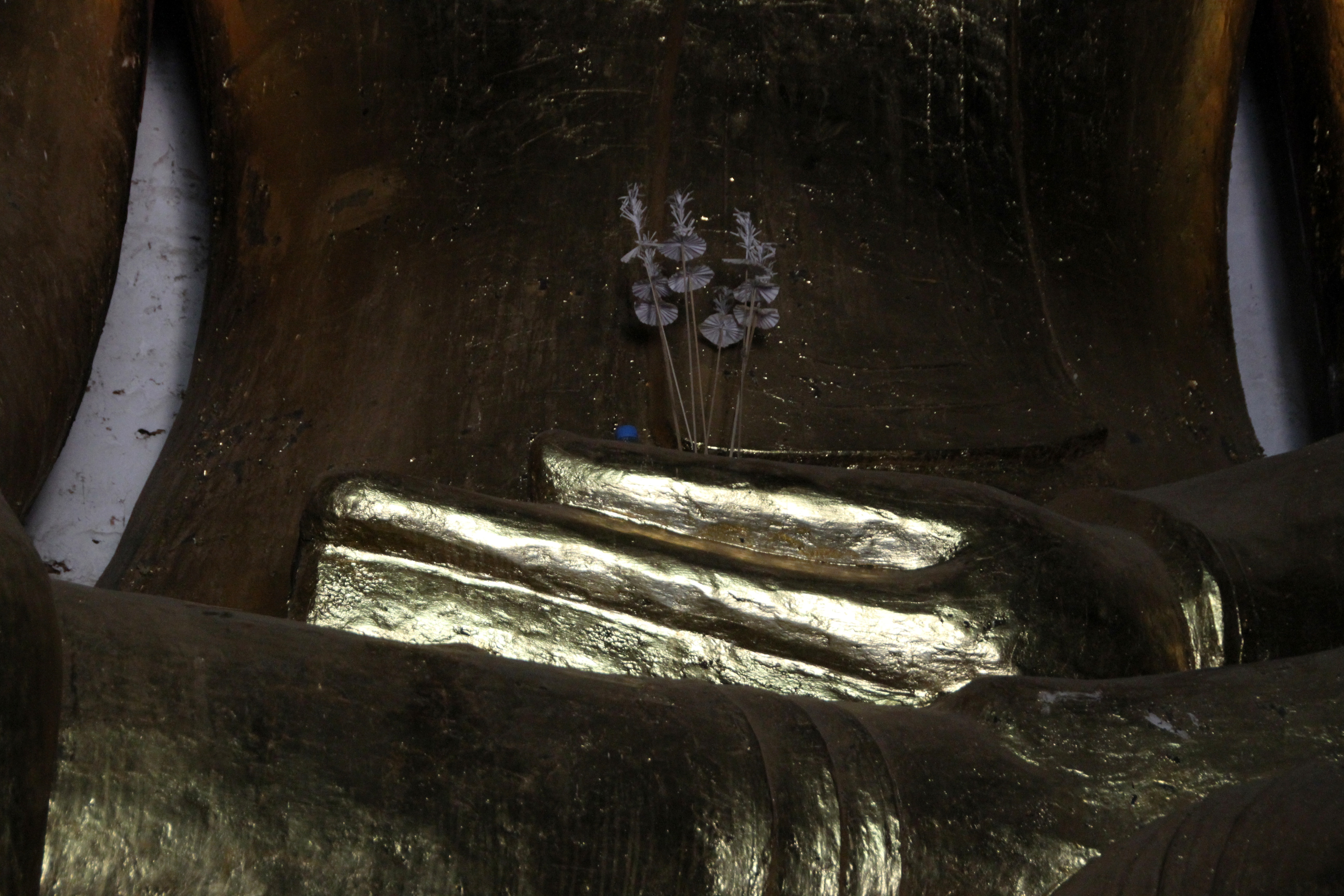
Buddhas Hand
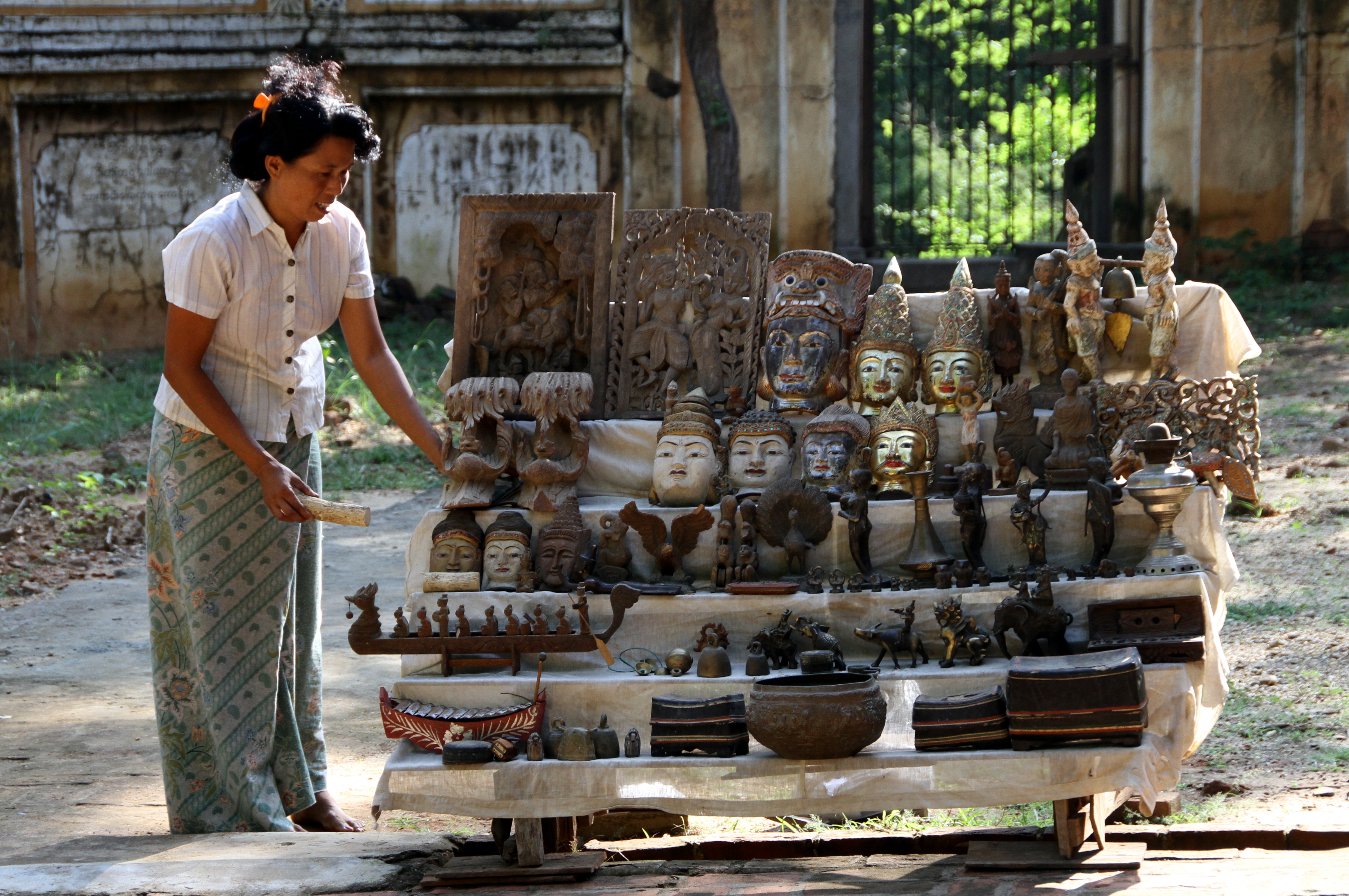
Souvenirhändlerin